# エドワード・コルボーン・ベイバー
エドワード・コルボーン・ベイバー（Edward Colborne Baber、1843年4月30日 - 1890年6月16日）は、イングランドの東洋学者、旅行家。

## 生涯
ダリッチに生まれたベイバーは、ロッサル・スクール、クライスツ・ホスピタルを経て、ケンブリッジ大学モードリン・カレッジに学び、1867年に卒業した。
中国語を習得したベイバーは、大学を卒業した年に北京のイギリス大使館で働きはじめ、たちまち昇進を重ねた。北京に駐在していた期間に、ベイバーは中国内陸部へ3回の旅行を行なった。1876年にはビルマとの国境に至り、次いで翌1877年には四川省の高原に赴き、さらに1878年には重慶から北方へ山岳地帯を進んだ。彼の旅行と発見の記録は、書籍にまとめられ、1883年には王立地理学会から金メダル（パトロンズ・メダル）を贈られた。
1885年から1886年にかけて、ベイバーは朝鮮の総領事代理を務めた。その後、英領ビルマ（現・ミャンマー）のイラワジ川（エーヤワディー川）上流部のバモー駐在の政治代表に任じられたが、1890年6月16日に、任地で、未婚のまま死去した。